# United States Playing Card Company

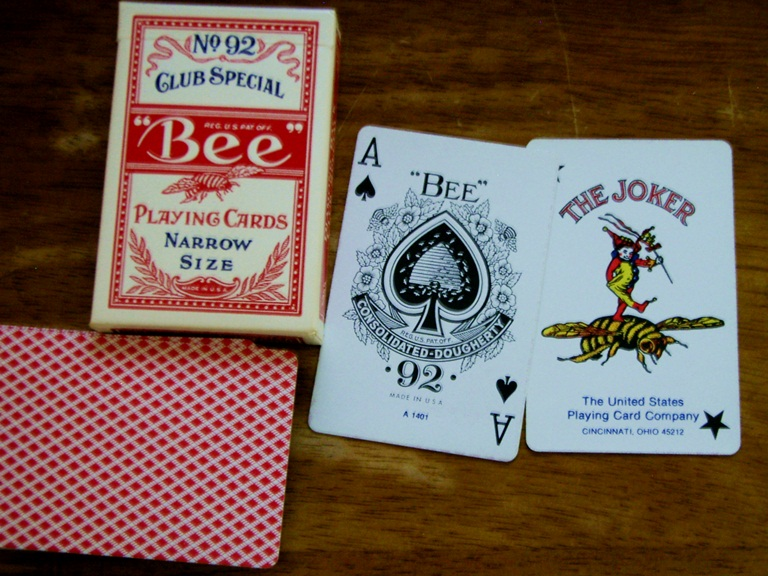
Baralho de cartas da Bee "Narrow Size"

United States Playing Card Company é uma empresa dos EUA, subsidiária da Jarden Corporation.
Esta empresa fabrica baralhos de cartas desde 1885 e tem os seguintes modelos: Tally-Ho, Bee, Aristocrat, Bicycle, Texan, Rambler, Streamline, Bcg, Djpk, e outros.